# Rotoitidae
Rotoitidae es una pequeña familia de avispas parasitoides relictuales en la superfamilia Chalcidoidea. Esta familia se descubrió muy recientemente. Parece ser un linaje muy antiguo y aun no se conoce nada de su biología. Hay 14 especies extintas y solo dos vivientes, una de Chile (Chiloe micropteron) y la otra de N. Zelanda (Rotoita basalis). La mayoría de los fósiles son de ámbar de Rusia y Canadá y una de ámbar de Burma. 
Tienen un sistema de venación de las alas muy primitivo que hace pensar que se trata del grupo más primitivo de calcidoides, relacionados con la familia Mymaridae.
Las hembras de la especie chilena, Chiloe micropteron, tiene alas muy reducidas y de allí el nombre "micropteron" de la especie.